# 斜交行列
数学において、斜交行列（しゃこうぎょうれつ、英: symplectic matrix：シンプレクティック行列）は、2n×2n　の行列 M （要素は、典型的には実数または複素数）であって、以下の条件を満たすものをいう。
tMΩM = Ω
ここで、 tM は M の転置を意味し、Ω はある固定された非特異な反対称行列である。
Ω は、一般的には区分行列（block matrix）
{\displaystyle \Omega ={\begin{bmatrix}0&I_{n}\\-I_{n}&0\\\end{bmatrix}}}
となる様に選ぶ。ここで、In は n×n 次の単位行列である。
Ω の行列式は +1 であり、逆行列は Ω−1 = −Ω で与えられる。

## 特徴
すべての斜交行列は可逆であり、逆行列は下式で与えられる。
M−1 = Ω−1 tMΩ
また、2 つの斜交行列の積はまた斜交行列になる。
これにより、すべての斜交行列全体の集合は、群の構造を持つ。
この群には、多様体としての構造が自然に入り、それにより、この群は、斜交群（シンプレクティック群ともいう）と呼ばれる（実または複素）リー群になる。
斜交群は、 n(2n + 1) 次元である。
定義から直ちに、斜交行列の行列式が ±1 であることがわかる。
実際は、行列式は常に +1 である。
これは、パフィアン（英: Pfaffian）と以下の恒等式を使うことにより確認できる。
Pf(tMΩM) = det(M)Pf(Ω)
tMΩM = Ω かつ Pf(Ω) ≠ 0 だから、 det(M) = 1 を得る。
Ω として標準的なものを取り、M は
{\displaystyle M={\begin{bmatrix}A&B\\C&D\end{bmatrix}}}
の形をした 2n×2n の行列だとする。ここに、A、B、C、D は n×n 行列である。
M が斜交行列になる必要十分条件は、以下のすべてと同値である。
tAD − tCB = In

tAC = tCA

tBD = tDB
n = 1 のときは、これらの条件は単一の条件 det(M) = 1 に単純化される。
つまり、2×2 行列は、行列式が 1 のときに斜交行列となる。

## 斜交変換
線形代数の公理的な構成では、行列は有限次元ベクトル空間の線形変換に対応する。
公理的な構成で斜交行列に対応するのは、斜交ベクトル空間（シンプレクティックベクトル空間ともいう）の斜交変換（しゃこうへんかん、英: symplectic transformation）である。
簡単に言うと、斜交ベクトル空間は、非退化反対称二次形式 ω を備えた2n 次元のベクトル空間 V である。
このとき、斜交変換とは、ω を保存する、つまり下式を満たす線形変換 L : V → V である。
ω(Lu, Lv) = ω(u, v)
V の基底を固定すると、ω は行列 Ω により、また L は行列 M により書くことができる。
L が斜交変換になる必要十分条件は、以下により M が斜交行列になることである。
tMΩM = Ω
行列 A で表現される基底の取替えにより、以下が従う。
{\displaystyle \Omega \mapsto {}^{t}A\Omega A}

{\displaystyle M\mapsto A^{-1}MA}
A を適当に選ぶことによって、何時でも Ω を標準形式のどれにすることもできる。

## 行列 Ω
斜交行列は、ある固定された特異反対称行列 Ω に関して定義される。
前節で記したように、Ω は非退化反対称二次形式の座標表現として考えることもできる。
この様な任意の 2 つの行列は基底の変換により互いに異なるのは、線型代数の基本的結果である。
上記の Ω 標準形と異なる最も一般的な代替は、以下の区分対角形式である。
{\displaystyle \Omega ={\begin{bmatrix}{\begin{matrix}0&1\\-1&0\end{matrix}}&&0\\&\ddots &\\0&&{\begin{matrix}0&1\\-1&0\end{matrix}}\end{bmatrix}}}
この選択肢は、前記の標準形と基底ベクトルの置換の部分だけ異なる。
反対称行列の記号として、Ω の替わりに J を用いることがある。
これは、複素構造の記号に混乱をもたらすことから、特に不幸な選択である、というのも、複素構造は Ω と同一の座標表現を持つが、極めて異なる構造を表現するからである。
複素構造 J は、二乗すると −1 になる線形変換の座標表現であるが、Ω は、非退化反対称二次形式の座標表現である。
J が反対称でなく、または Ω が二乗して −1 にならない基底を簡単に選ぶことができる。
ベクトル空間のエルミート構造（英：hermitian structure）が与えられたとき、J と Ω は、下式を通じて関係する。
Ωab = −gacJcb
ここに、gac は計量である。
J と Ω が通常、同一の座標表現を有する（全体の符号を除く）のは、計量 g が通常、単位行列であるという事実に基づく帰結に過ぎない。